# 崔簡 (唐朝)
崔簡（722年—812年），字子敬，博陵人。
中書令崔仁師五世孫。少敏惠，好異術，拜道士張元肅為師。任刑部员外郎，是柳宗元的大姐夫。元和五年（810年），官至永州刺史，未及赴任，湖南观察使李眾诬以贪污罪，遂入獄，李眾又賄賂辦案的御史盧則將其定罪，後流放驩州（今越南容市）。生平喜服鐘乳石助陽，元和七年（812年），卒於驩州。